# Старая площадь (Турку)
Старая пло́щадь Ту́рку (фин. Vanha Suurtori, швед. Gamla Stortorget) — историческая площадь Турку, расположенная в I районе центрального округа, на восточном берегу реки Аурайоки.

## История
Площадь возникла в период средневековья вблизи Кафедрального собора и с процессом развития города приобрела важный политико-административный статус.
На площади расположены исторические и административные здания Академии Або, Шведский лицей, канцелярия и секретариат Евангелическо-лютеранской церкви Финляндии.
Ежегодно с балкона особняка Бринккала, находящегося на площади, в период Рождества провозглашается традиционный «рождественский мир».
Так же ежегодно в июле на площади проходят театрализованные «Дни Средневековья» в период которых на площади устраивается ярмарка средневековых промыслов.
На площади устроены два сквера — сквер Брахе и сквер Портана со скульптурными изображениями двух знаменитых финских деятелей.

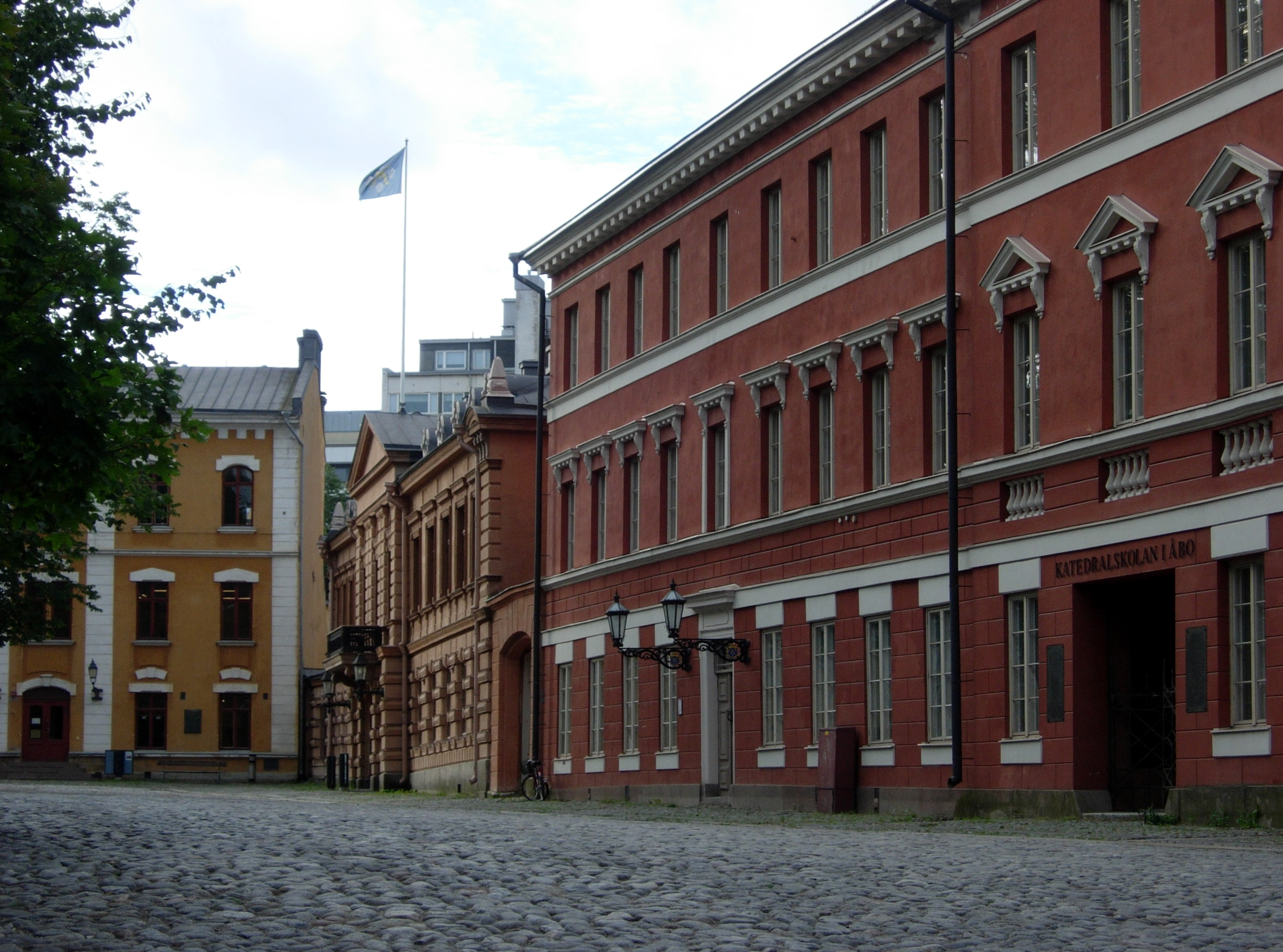
Кафедральная школа
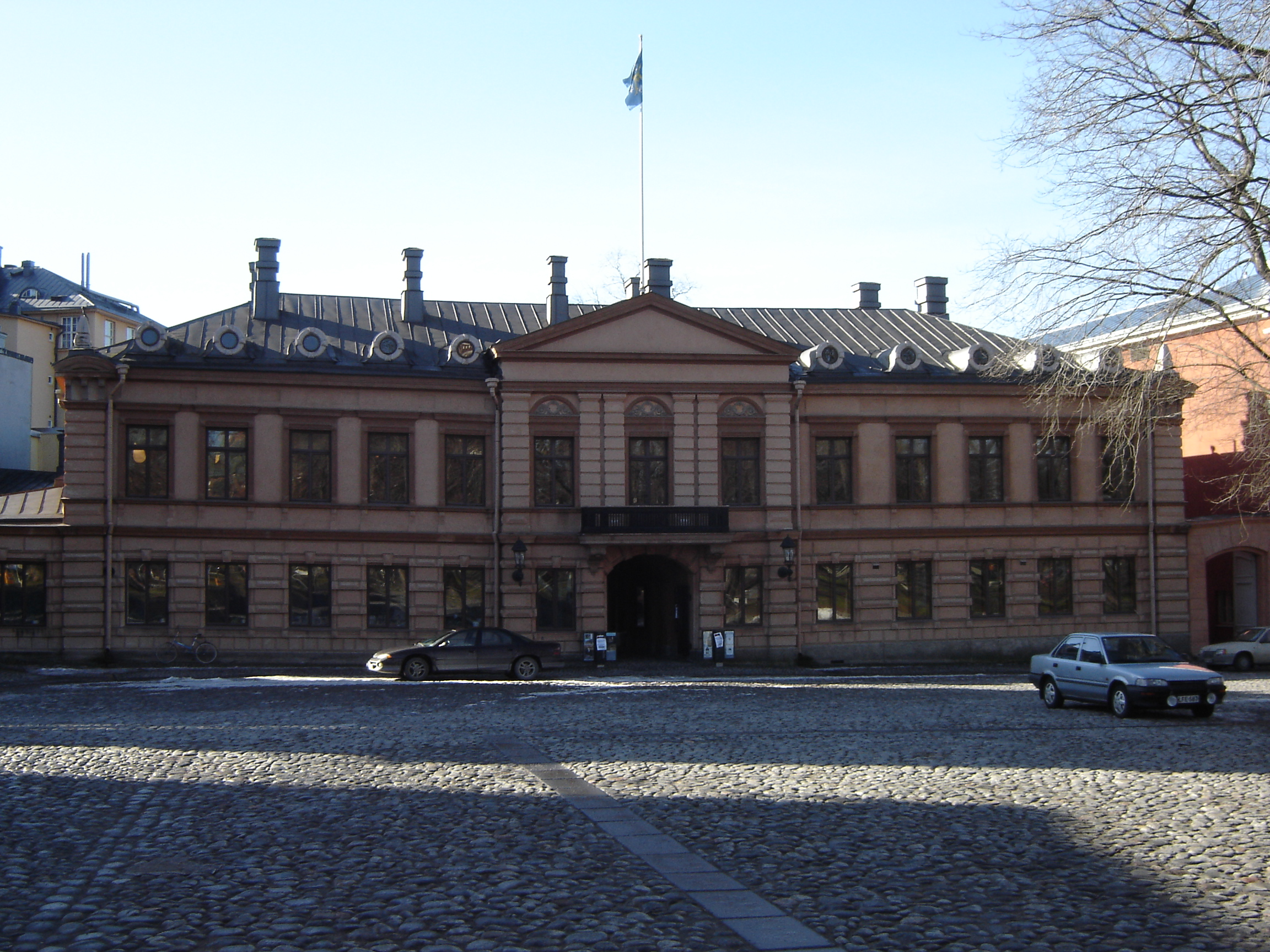
Особняк Бринккала
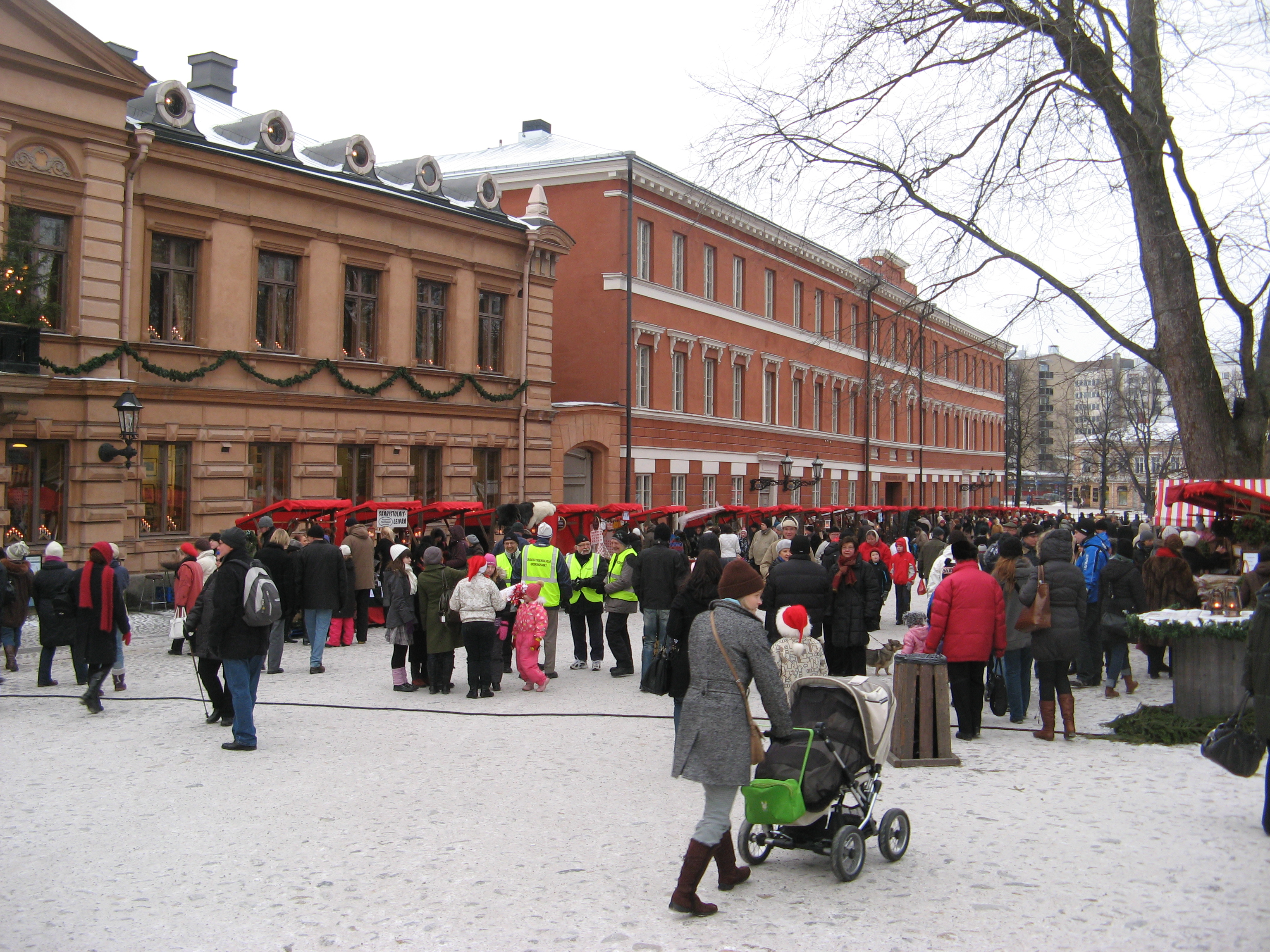
Рождественская ярмарка
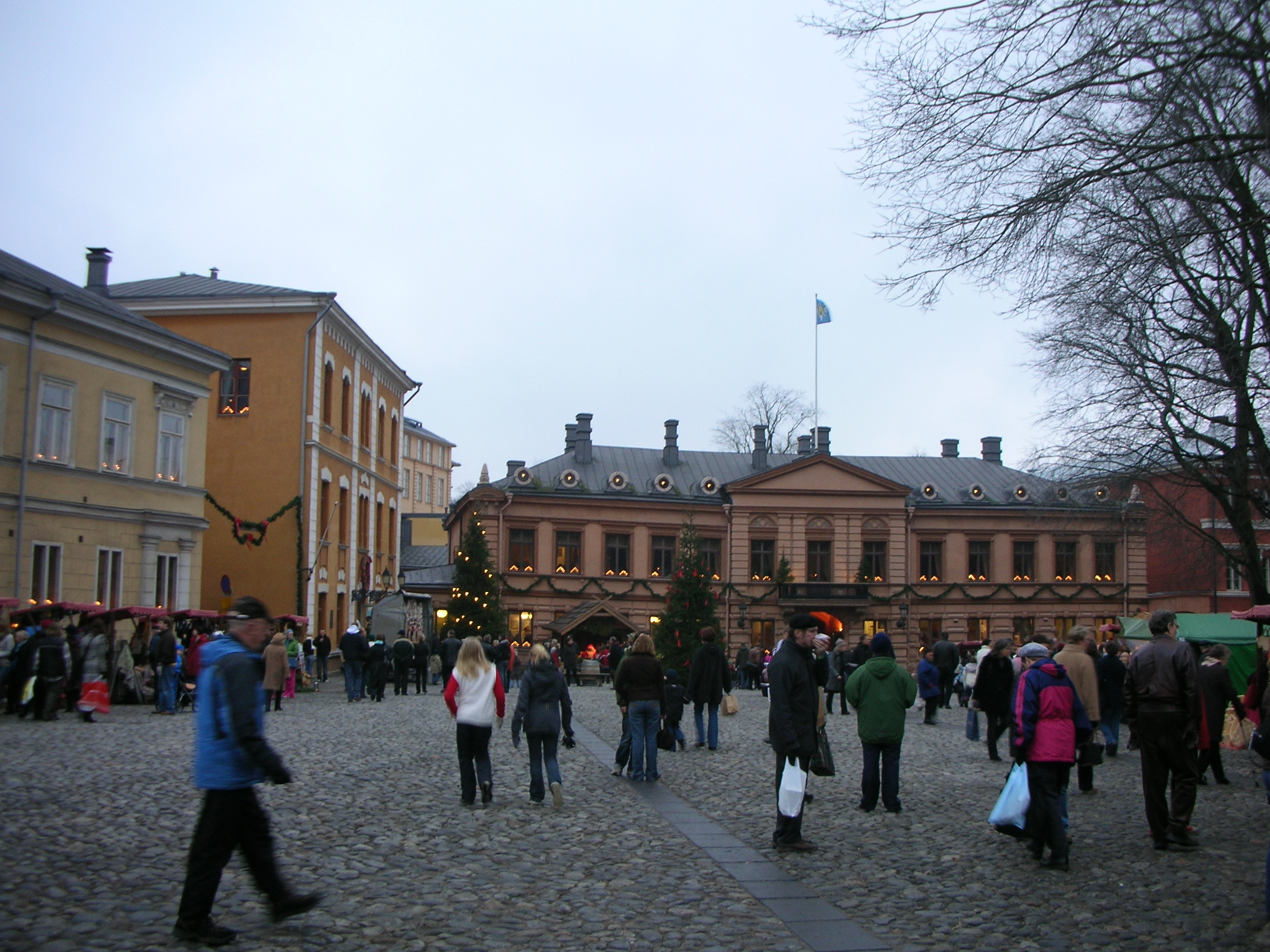
Старая площадь